# Cap de Sant Sebastià
Cap de Sant Sebastià är en udde i Spanien.   Den ligger i regionen Katalonien, i den östra delen av landet, 600 km öster om huvudstaden Madrid.
Terrängen inåt land är varierad. Havet är nära Cap de Sant Sebastià åt sydost.  Närmaste större samhälle är Palafrugell, 4,3 km nordväst om Cap de Sant Sebastià. 